# 闭包 (拓扑学)
閉包（英語：Closure）在拓扑学中是指，一个拓撲空間裡，子集S的闭包由S 的所有点及S 的極限點所組成的一個集合；直觀上來說，即為所有「靠近」S　的點所組成的集合。在子集S　的閉包內的點稱為S 的閉包點。闭包的概念在許多方面能與内部的概念相對比。

## 定义

### 闭包点
設S 為歐幾里德空間內的一個子集，若所有以x 為中心的開球都包含S 內的一點（這個點也可以是x 自身），即稱x 為S　的閉包點。
上述定义可以推广到度量空间X 的任意子集S之上。具体地说，設X 為具度量d 的度量空间，S為X 內的子集，若对所有的r > 0，皆存在一個S 內的點y，使得 d(x, y) < r（同样地，x = y 也可 ），即稱x 為S 的閉包點。另外，也可以如下定義：若 d(x, S) := inf{d(x, s) : s in S} = 0，即稱x 為S的閉包點。上述兩種定義的寫法是同樣的意思。
最後，閉包點的定义也可以推广到拓扑空间，只需要用邻域替代“开球”即可。设S 為拓扑空间X 的子集，则x 稱為S 的闭包点，若所有x 邻域都包含S 內的一点。注意，这个定义并不要求邻域一定要為开集。

### 极限点
闭包点的定义非常接近极限点的定义。这两个定义之间的差别非常微小但很重要——在极限点的定义中，点 x 的邻域必须包含“ 不是 x 自身的”这个集合的点。
因此，所有极限点都是闭包点，但不是所有的闭包点都是极限点。不是极限点的闭包点就是孤点。也就是说，点 x 是孤点，若它是 S 的元素，且存在 x 的邻域，该邻域中除了 x 没有其他的点属于 S。
对给定的集合 S 和点 x，x 是 S 的闭包点，当且仅当 x 属于 S，或 x 是 S 的极限点。

### 集合的闭包
集合S 的闭包是指由所有S 的闭包点所组成的集合。S 的闭包写作 cl(S)，Cl(S) 或 S−。集合的闭包具有如下性质：
- cl(S) 是 S 的闭父集。
- cl(S) 是所有包含 S 的闭集的交集。
- cl(S) 是包含 S 的最小的闭集。
- 集合 S 是闭集，当且仅当 S = cl(S)。
- 若 S 是 T 的子集，则 cl(S) 是 cl(T) 的子集。
- 若 A 是闭集，则 A 包含 S 当且仅当 A 包含 cl(S)。

上述第二或第三条性质可作为拓扑闭包的定义。
在第一可数空间（如度量空间）中，cl(S) 是所有点的收敛序列的所有极限。
注意，若将“闭包”、“交集”、“包含”、“最小”、“闭”等词汇相应替换成“内部”、“并集”、“包含于”、“最大”、“开”，上述性质仍然成立。更多信息请参看下面的“闭包算子”。

### 其他性质
- 集合的交集的闭包是集合的闭包的交集的子集。
- 有限多个集合的并集的闭包和这些集合的闭包的并集相等；零个集合的并集为空集，所以这个命题包含了前面的空集的闭包的特殊情况。无限多个集合的并集的闭包不一定等于这些集合的闭包的并集，但前者一定是后者的父集。

若 {\displaystyle A} 为包含 {\displaystyle S} 的 {\displaystyle X} 的子空间，则 {\displaystyle S} 在 {\displaystyle A} 中计算得到的闭包等于 {\displaystyle A} 和 {\displaystyle S} 在 {\displaystyle X} 中计算得到的闭包（{\displaystyle Cl_{A}(S)=A\cap Cl_{X}(S)}）的交集。特别的，{\displaystyle S} 在 {\displaystyle A} 中是稠密的，当且仅当 {\displaystyle A} 是 {\displaystyle Cl_{X}(S)} 的子集。

## 举例
- 在任意空间，空集的闭包是空集。
- 对任意空间 X，cl(X) = X。
- 若 X 为实数的欧几里得空间 R，则 cl((0, 1)) = [0, 1]。
- 若 X 为实数的欧几里得空间 R，则有理数集合 Q 的闭包是全空间 R。也就是，Q 在 R 中是稠密的。
- 若 X 为複平面 C = R2，则 cl({z 属于 C : |z| > 1}) = {z 属于 C : |z| ≥ 1}。
- 若 S 为欧几里得空间的有限子集，则 cl(S) = S。（在一般拓扑空间，这个性质和T1 公理等价。）

在实数集上，除了标准拓扑，还可以使用其他的拓扑结构。
- 若 X = R，且 R 有下限拓扑，则 cl((0, 1)) = [0, 1]。
- 若考虑 R 中所有集合都是开（闭）集的拓扑，则 cl((0, 1)) = (0, 1)。
- 若考虑 R 中只有空集和 R 自身是开（闭）集的拓扑，则 cl((0, 1)) = R。

上述示例中集合的闭包取决于背景空间的拓扑。接下来给出的两个示例比较特殊。
- 在任意离散空间中，由于所有集合都是开（闭）集，所以所有集合都等于其闭包。
- 在任意不可分空间 X 中，由于只有空集和 X 自身是开（闭）集，所以空集的闭包是空集，对 X 中的非空集 A，cl(A) = X。也就是说，所有非离散空间中的非空集都是稠密的。

集合的闭包也取决于背景空间。例如：若 X 是有理数集合，具有从欧几里得空间 R 中得到的子空间拓扑，且 S = {q 属于 Q : q2 > 2}，则 S 是 Q 中的闭集，且 S 在 Q 中的闭包是 S。相应的，S 在欧几里得空间 R 中的闭包是所有大于等于 {\displaystyle {\sqrt {2}}} 的实数组成的集合。

## 闭包算子
闭包算子 − 和内部算子 o 对偶，即
S− = X \ (X \ S)o
并且
So = X \ (X \ S)−
这里，X 表示包含 S 的拓扑空间，反斜线表示集合的补集。
因此，闭包算子和庫拉托夫斯基闭包公理的抽象理论就可以方便地转换为内部算子的写法，这里只需要将集合用它们的补集替换就可以了。
通过对给定集合反复应用闭包和补集运算最多能得到 14 个不同的集合，这个结果叫做库拉托夫斯基十四集问题。